# Бодиль (премия)
«Бодиль» (дат. Bodil Prisen) — главная кинопремия Дании. Вручается Датской национальной ассоциацией кинокритиков (дат. Filmmedarbejderforeningen) ежегодно, начиная с 1948 года. Церемонии вручения премии проходят в кинотеатре Imperial в Копенгагене.
Премия названа в честь двух знаменитых датских актрис — Бодиль Ипсен и Бодиль Кьер. Статуэтка «Бодиль» создана Эббе Садолином и Свендом Йесперсеном.

## Категории
- Лучший датский фильм
- Лучшая главная мужская роль
- Лучшая главная женская роль
- Лучшая мужская роль второго плана
- Лучшая женская роль второго плана
- Лучший американский фильм
- Лучший не-американский фильм
- Лучший документальный или короткометражный фильм
- Специальный приз (вручается нерегулярно)
- Почётный приз (вручается нерегулярно)
- Лучший европейский фильм (вручалась в 1961—2000)
- Лучший не-европейский фильм (вручалась в 1961—2000)